# 伊藤隆 (歴史学者)
伊藤 隆（いとう たかし、1932年（昭和7年）10月16日 - 2024年（令和6年）8月19日）は、日本の歴史学者。東京大学名誉教授。専攻は日本近現代政治史。
日本近代史、特に昭和戦前期政治史研究の重鎮で、多くの近代日本一次史料の発掘公刊を代表として精力的に行った。日本教育再生機構顧問、新しい歴史教科書をつくる会元理事。国家基本問題研究所理事。

## 略歴
- 1958年（昭和33年）：東京大学文学部国史学科卒業
- 1958年（昭和33年）：私立高千穂高等学校教諭
- 1961年（昭和36年）：東京大学大学院人文科学研究科国史学専攻修士課程修了
- 1961年（昭和36年）：東京大学社会科学研究所助手
- 1968年（昭和43年）：旧・東京都立大学法学部助教授
- 1971年（昭和46年）：東京大学文学部助教授
- 1981年（昭和56年）：東京大学文学部教授
- 1993年（平成5年）：東京大学名誉教授、亜細亜大学日本文化研究所教授
- 1996年（平成8年）：埼玉大学大学院政策科学研究科教授
- 1997年（平成9年）：政策研究大学院大学政策情報研究センター教授
- 2005年（平成17年）:政策研究大学院大学リサーチ・フェロー（2008年退職）
- 2015年（平成27年）:日本政治法律学会より学会賞を受賞[1]。
- 2024年（令和6年）8月19日：合併症により死去。91歳没[2][3]。

## 人物・主張

### 「革新派」論の展開
伊藤は東大助手時代の1966年に発表した論文「ロンドン海軍軍縮問題をめぐる諸政治集団の対抗と提携」を端緒として、第一次世界大戦から太平洋戦争の終戦までの日本近代史を「一体となった支配勢力は存在せず、国内政治過程において革新的な勢力が現状維持的な勢力に勝利を収める過程」と位置づけることで、天皇制ファシズム論に否定的な分析視角を提示した。
1976年に、岩波書店の『思想』誌で「昭和政治史研究への一視角」と題する論文を発表、日本近代史研究で用いられる「ファシズム」概念の定義が不明確であり、学問的な概念とは言えないと評価したことから、歴史学者粟屋憲太郎や政治学者の山口定などを相手として、いわゆる「ファシズム論争」を展開することとなった。
伊藤の提示した実証研究重視の手法は、実証性において問題を抱えていた天皇制ファシズム論の衰退に拍車をかけ、かつ、天皇制ファシズム論を支持する歴史研究で絶対的とされた戦争責任の相対化を生じさせた。
近年も個人が所蔵する私文書・日記類の収集・整理・刊行や、オーラル・ヒストリーの記録整理を行っている。

### 歴史教育への参画
近年は保守の政治運動に参画している。伊藤は研究当初は左派の知的影響下にあったことを告白しているが、その後の自らの研究や来歴は「左翼の歴史家と論争してきた」ものであったと語っており、新しい歴史教科書をつくる会にも発足時から参加した。理事を務め、扶桑社の中学校歴史教科書執筆者の一人となった。「つくる会」でも数少ない専門の歴史研究者として重きをなした。
しかし、内紛が続いた「つくる会」に嫌気がさしたとして2006年3月に理事を辞任した。辞表の中で創設メンバーの一人である藤岡信勝を激しく批判し、「私が積極的に参加していた時期にも繰り返し内紛が繰り返されていた、その際必ず藤岡信勝氏がその紛乱の中心の当事者であったこと、それがこの会の発展の阻害要因ともなってきた」と述べた。「つくる会」を退会した八木秀次らが同年10月に結成した「日本教育再生機構」の設立に代表発起人として関与し顧問に就任。同機構が事務局を務める有識者組織、教科書改善の会の賛同者に名を連ねた。「つくる会」と絶縁した扶桑社の教科書発行を継続する育鵬社の歴史教科書編集会議座長を務めている。
近年政治化した慰安婦問題についても日本の責任を否定する立場であり、アメリカ合衆国下院121号決議に反対している。チャンネル桜が中心となって在日アメリカ大使館に手渡した抗議書にも賛同知識人として名を連ねた。他にも、保守系シンクタンク国家基本問題研究所理事や、南京事件を扱った映画「南京の真実」賛同者に加わっている。
また、沖縄戦における集団自決について、日本軍が関与したとの断定的記述をしないよう高校教科書検定で検定意見が出された際、教科書調査官や検定審議委員が伊藤の共同研究経験者や門下生であった事が「『つくる会』元理事の関係者が教科書検定に関与した」として話題となった。衆議院においても石井郁子によってこれが問題として取り上げられた。

### 評価
日本近代史の第一人者という評価がある。
猪口孝は、『中央公論』1995年1月号の伊藤隆と佐藤誠三郎の対談「あの戦争とは何だったのか」を取り上げ、「最も優れた日本近代史研究者と言いうる故佐藤誠三郎と伊藤隆」と記述している。
山本博文と竹内洋は伊藤の回想記『歴史と私』（2015年）を2016年の新書大賞においてベストに選択している。山本は伊藤について、日本の歴史学界で異端視されていた、と述べている。

## 著名な門下生
- 加藤陽子[17](東京大学教授)
- 山口輝臣[18](東京大学教授)
- 三谷博[19](東京大学名誉教授)
- 有馬学[19](九州大学名誉教授)
- 浅野豊美[20](早稲田大学教授)
- 劉傑[21](早稲田大学教授)
- 長井純市[22](法政大学教授)
- 古川隆久[23](日本大学教授)
- 佐々木隆[19](聖心女子大学名誉教授)
- 季武嘉也[24](創価大学教授)
- 福地惇[19](高知大学名誉教授・元文部科学省教科書調査官)
- 村瀬信一[21](元文部科学省教科書調査官)
- 照沼康孝[24](元文部科学省教科書調査官)
- 山室建徳[24](元帝京大学教授)
- 柴崎力栄[22](元大阪工業大学准教授)
- 川島幸希[25](秀明大学学長)
- 梶田明宏[22](昭和天皇記念館副館長)、宮内庁書陵部編修課長として「昭和天皇実録」に携わる
- 山本一生[26](近代史・競馬史研究家)
- 山崎有恒（立命館大学教授、近代史、議会史、治水史、植民地競馬史）

## 著書
- 『昭和初期政治史研究――ロンドン海軍軍縮問題をめぐる諸政治集団の対抗と提携』（東京大学出版会、1969年、新版1991年ほか）
- 『日本の歴史（30） 十五年戦争』（小学館、1976年）
- 『大正期「革新」派の成立』（塙書房「塙選書」、1978年）
- 『昭和十年代史断章』（東京大学出版会「歴史学選書」、1981年）
- 『昭和期の政治　近代日本研究双書』（山川出版社、1983年）
- 『近衛新体制――大政翼賛会への道』（中公新書、1983年／講談社学術文庫、2015年）
- 『昭和史をさぐる』（光村図書出版（朝日カルチャー叢書 上・下）、1984年／朝日文庫（全1巻）、1992年／吉川弘文館〈読みなおす日本史〉、2013年）
- 『昭和期の政治 続』（山川出版社、1993年）
- 『近代日本の人物と史料』（青史出版、2000年）
- 『昭和史の史料を探る』（青史出版、2000年）
- 『日本の近代（16） 日本の内と外』（中央公論新社、2001年／中公文庫〈シリーズ日本の近代〉、2014年）
- 『評伝 笹川良一』（中央公論新社、2011年）
- 『歴史と私――史料と歩んだ歴史家の回想』（中公新書、2015年）[27]
- 『佐々淳行・「テロ」と戦った男』[28]（ビジネス社、2025年4月）

### 編著
- 『日本近代史の再構築』（山川出版社、1993年）
- 『山県有朋と近代日本』（吉川弘文館、2008年）

### 共編著
- 『近代日本研究入門』（中村隆英共編、東京大学出版会、1977年、増補版1983年）
- 『近現代日本人物史料情報辞典（1-4巻）』（季武嘉也共編、吉川弘文館、2004-11年）
- 『史料検証日本の領土』（百瀬孝共編、河出書房新社、2010年8月）
- 『中学社会　新しい日本の歴史』（育鵬社、編集部ほか共編著、2012年‐）※文科省検定教科書
- 『もう一度学ぶ日本史』（育鵬社、2016年7月）

共著
- 『人類は戦争を防げるか――日・米・中・国際シンポジウム』（児島襄・劉傑ほか共著、文藝春秋、1996年）
- 『二・二六事件とは何だったのか』（藤原書店、2007年）

### 編纂史料
- 『木戸幸一日記(上・下) 』（木戸日記研究会編、東京大学出版会、1966年）
- 『木戸幸一関係文書』（木戸日記研究会編、東京大学出版会、1966年）
- 『現代史を創る人びと（全4巻）』（中村隆英・原朗共編、毎日新聞社、1971-1972年）
- 『小川平吉関係文書（全2巻）』（小川平吉文書研究会編、みすず書房、1973年）
- 『伊藤博文関係文書（全9巻）』（伊藤博文関係文書研究会編、塙書房、1973-1981年）
- 『現代史資料（44）国家総動員2 政治』（今井清一共編、みすず書房、1974年）
- 『上原勇作関係文書』（上原勇作関係文書研究会編、東京大学出版会、1976年）
- 『木戸幸一日記――東京裁判期』（木戸日記研究会編、東京大学出版会、1980年）
- 『真崎甚三郎日記（全6巻）』（共編、山川出版社、1981-1987年）
- 『海軍大将小林躋造覚書』（野村実共編、山川出版社、1981年）
- 『大正初期山県有朋談話筆記――政変思出草』（入江貫一著、山川出版社、1981年）
- 『本庄繁日記（全2巻）』（共編、山川出版社、1982-83年）
- 『井川忠雄日米交渉史料』（塩崎弘明共編、山川出版社、1982年）
- 『徳富蘇峰関係文書（全3巻）』（共編、山川出版社、1982-87年）
- 『続・現代史資料（4）陸軍 畑俊六日誌』（照沼康孝共編、みすず書房、1983年）
- 『重光葵手記（正・続）』（渡邉（渡辺）行男共編、中央公論社、1986-88年）
- 『牧野伸顕日記』（広瀬順晧共編、中央公論社、1990年）
- 『東條内閣総理大臣機密記録 東條英機大將言行録』（共編、東京大学出版会、1990年）
- 『尾崎三良日記（全3巻）』（尾崎春盛共編、中央公論社、1991-1992年）
- 『石射猪太郎日記』（劉傑共編、中央公論社、1993年）
- 『品川弥二郎関係文書（全5巻）』（同編纂委員会共編、尚友倶楽部、1993-2003年）
- 『東京大学年報（全6巻）』（東京大学史史料研究会編、東京大学出版会、1993-1994年）
- 『続・現代史資料（5）海軍 加藤寛治日記』（共編、みすず書房、1994年）
- 『松本学日記』（広瀬順晧共編、山川出版社、1995年）
- 『二・二六事件 判決と証拠』（北博昭共編、朝日新聞社、1995年）
- 『町田忠治（伝記編・史料編）』（町田忠治伝記研究会編、桜田会、1996年）
- 『明治人による近代朝鮮論』（監修、20巻中7巻のみ刊行、ぺりかん社、1997-2000年）
- 『有馬頼寧日記（全5巻）』（尚友倶楽部共編、山川出版社、1997-2003年）
- 『笹川良一　巣鴨日記』（渡辺明共編、中央公論社、1997年）
- 『佐藤栄作日記（全6巻）』（監修、朝日新聞社、1997-1999年）
- 『水野錬太郎回想録・関係文書』（尚友倶楽部・西尾林太郎共編、山川出版社、1999年）
- 『鳩山一郎・薫日記（上・下）』（季武嘉也共編、中央公論新社、1999年）
- 『高木惣吉 日記と情報（上・下）』（編者代表、みすず書房、2000年）
- 『石橋湛山日記 昭和20年-31年（上・下）』（石橋湛一共編、みすず書房、2001年）
- 『現代史を語る――内政史研究会談話速記録』（監修、内政史研究会編、現代史料出版）
  - 『（1） 荻田保』（2000年）
  - 『（2） 三好重夫』（2001年）
  - 『（3） 桂皋』（2003年）
  - 『（4） 松本学』（2006年）。監修（5）は渡辺昭夫、（6）は天川晃
  - 『（7） 堀切善次郎／田中広太郎』（2012年）
- 『重光葵　最高戦争指導会議記録・手記』（武田知己共編、中央公論新社、2004年）
- 『山縣有朋関係文書 （1～3巻）』（尚友倶楽部・同編纂委員会編、山川出版社、2005-2008年）
- 『木戸孝允関係文書 （1～4巻）』（同研究会編、東京大学出版会、2005年-）全5巻
- 『笹川良一と東京裁判 （全3巻＋別巻）』（中央公論新社、2007-2008年、別巻2010年）
- 『元帥畑俊六回顧録』（軍事史学会編・原剛と監修、錦正社、2009年）
- 『斎藤隆夫日記 （上・下）』（中央公論新社、2009年）
- 『寺内正毅宛田中義一書翰』（尚友倶楽部共編、「尚友ブックレット」芙蓉書房出版、2018年）
- 『木戸侯爵家の系譜と伝統　和田昭允談話』（尚友倶楽部・塚田安芸子共編、「尚友ブックレット」芙蓉書房出版、2020年）

### 回顧談
※主にオーラル・ヒストリーでの聞き手
- 『特高の回想　ある時代の証言』宮下弘（中村智子と聞き手、田畑書店 、1978年）
- 『岸信介の回想』（矢次一夫と聞き手、文藝春秋、1981年／文春学藝ライブラリー（文庫）、2014年）
- 『天地有情――五十年の戦後政治を語る』（中曽根康弘、文藝春秋、1996年）
- 『情と理――後藤田正晴回顧録 （上・下）』（御厨貴共編、講談社、1998年／講談社+α文庫、2006年）
- 『渡邉恒雄回顧録』（御厨貴・飯尾潤共編、中央公論新社、2000年／中公文庫、2007年）
- 『政治とは何か――竹下登回顧録』（御厨貴共編、講談社、2001年）
- 『表舞台 裏舞台──福本邦雄回顧録』（御厨貴共編、講談社、2007年）
- 『そろそろ全部話しましょう―唐澤俊二郎オーラルヒストリー』（文藝春秋企画出版、2009年）
- 『ソーシャル・チェンジ――笹川陽平、日本財団と生き方を語る』（中央公論新社、2019年）
- 『自見庄三郎回顧録』（中澤雄大 編集協力、中央公論新社、2024年）